# علو ددغيل
علّو دَدَغيل (بالتركية: Alev Dedegil)‏, (ولد: 21 فبراير 1958, في إسطنبول, تركيا) سياسي تركي. ونائب سابق في البرلمان التركي لأكثر من دورة ممثلا عن حزب العدالة والتنمية.